# Ryno van der Merwe
Pour les articles homonymes, voir Van der Merwe.
Pas d'image ? Cliquez ici

a Compétitions nationales et continentales officielles uniquement.

Dernière mise à jour le 26 septembre 2018.
 Ryno Chris van der Merwe, né le 17 octobre 1978 à Bellville en Afrique du Sud, est un joueur sud-africain de rugby à XV jouant au poste de troisième ligne centre. 

## Biographie
Ryno van der Merwe est un vétéran du rugby sud-africain qui commence sa carrière dans les rangs de la prestigieuse université de Stellenbosch. S’il ne devient pas international, sans doute bloqué par sa taille modeste pour un troisième ligne centre, il effectue l’essentiel de sa carrière chez les Free State Cheetahs, dont il sera le capitaine et avec qui il remporte la Currie Cup à deux reprises. Il est aussi titulaire avec les Cheetahs dans le Super 12 pendant deux saisons. Il s’engage pour une année sous les couleurs du CA Brive en 2007-08 avant de retourner en Afrique du Sud, où il devient immédiatement capitaine des South West Districts Eagles qui évoluent au deuxième niveau du championnat provincial.

## Statistiques
- Currie Cup : vainqueur 2005, 2006
  - 33 matches, 13 essais
- Super 14 : 25 matches, 5 essais